# Portal 2
Portal 2 er et første persons skydespil/puzzle spil, udviklet af Valve Corporation. Det er efterfølgeren til det kritikerroste videospil Portal fra 2007 og blev annonceret den 5. marts 2010 efter et ugelangt alternativ virkelighedsagtigt spil baseret på nye patches til det oprindelige spil. Selvom det efter planen skulle udkomme i sidste kvartal af 2010, blev spillet udsat til April 2011. Spillet vil blive udgivet af Valve, både gennem retail og Steam, til Microsoft Windows og Mac OS X, PlayStation 3 og Xbox 360. Versionerne af spillet vil blive distribueret af Electronic Arts til retail og Valve på Steam. 
I Portal 2 vender spilleren tilbage som Chell, som har været i en koma-lignende søvn i hundrede år, mens GLaDOS og resten af Aperture Science er forfaldet. Chell vækkes af en af GLaDOS personlighedskerner, og vækker derefter uforvarende GLaDOS. GLaDOS er omgående utildfreds med Chells tilbagevenden og begynder at afprøve hende igen gennem adskillige kamre, da hun genopbygger det forfaldne anlæg. Portal 2 fortsætter med at udfordre spilleren gennem talrige platformspil og fysik-baserede puslespil mens man bruger Aperture Science Handheld Portal Device (ASHPD, en enhed, der kan oprette en midlertidig portal mellem næsten alle to flade overflader. Portal 2 omfatter også et co-operative mode for to spillere, hvor hver spiller er en robot, der er blevet selvbevidst uden GLaDOS indflydelse, og kræver, at spillerne arbejder sammen med deres egne ASHPD'er for at fuldføre hvert niveau.

## Karakterer
- Chell
- GLaDOS
- Atlas (Blue) og P-Body (Orange)
- Wheatley
- Cave Johnson